# DNASE1L2
DNASE1L2 (англ. Deoxyribonuclease 1 like 2) – білок, який кодується однойменним геном, розташованим у людей на короткому плечі 16-ї хромосоми. Довжина поліпептидного ланцюга білка становить 299 амінокислот, а молекулярна маса — 32 853.
| 10         |  | 20         |  | 30         |  | 40         |  | 50         |
| ---------- |  | ---------- |  | ---------- |  | ---------- |  | ---------- |
| MGGPRALLAA |  | LWALEAAGTA |  | ALRIGAFNIQ |  | SFGDSKVSDP |  | ACGSIIAKIL |
| AGYDLALVQE |  | VRDPDLSAVS |  | ALMEQINSVS |  | EHEYSFVSSQ |  | PLGRDQYKEM |
| YLFVYRKDAV |  | SVVDTYLYPD |  | PEDVFSREPF |  | VVKFSAPGTG |  | ERAPPLPSRR |
| ALTPPPLPAA |  | AQNLVLIPLH |  | AAPHQAVAEI |  | DALYDVYLDV |  | IDKWGTDDML |
| FLGDFNADCS |  | YVRAQDWAAI |  | RLRSSEVFKW |  | LIPDSADTTV |  | GNSDCAYDRI |
| VACGARLRRS |  | LKPQSATVHD |  | FQEEFGLDQT |  | QALAISDHFP |  | VEVTLKFHR  |

A: Аланін

C: Цистеїн

D: Аспарагінова кислота

E: Глутамінова кислота

F: Фенілаланін

G: Гліцин

H: Гістидин

I: Ізолейцин

K: Лізин

L: Лейцин

M: Метіонін

N: Аспарагін

P: Пролін

Q: Глутамін

R: Аргінін

S: Серин

T: Треонін

V: Валін

W: Триптофан

Кодований геном білок за функціями належить до гідролаз, нуклеаз, ендонуклеаз. 
Задіяний у такому біологічному процесі, як альтернативний сплайсинг. 
Білок має сайт для зв'язування з іонами металів, іоном кальцію, іоном магнію. 
Локалізований у цитоплазмі.
Також секретований назовні.